# Teodor Bohdanowicz Chreptowicz
Teodor (Fedko, Tedko, Fiedor) Bohdanowicz Chreptowicz herbu Odrowąż, syn Bohdana (zm. 1528). 

## Urzędy i funkcje
Po raz pierwszy pojawił się w księdze danin Kazimierza Jagiellończyka wraz ze swoimi braćmi w 1486 r. (dostał 4 kopy z karczem wasiliskich i tyleż z myta brzeskiego). Po swoim bracie Janie został podskarbim dwornym. Kiedy objął ten urząd, dokładnie nie wiadomo. Pierwszy dokument, który wymieniał go na tym stanowisku pochodził z września 1494 r. W 1501 został podskarbim ziemskim. Jako członek rady wielkoksiążęcej podpisał przymierze Aleksandra z mistrzem inflanckim Walterem Plettenbergiem przeciwko Moskwie (21 czerwca 1501). Teodorowi najpewniej należy przypisać prowadzenie księgi skarbowej, zawierającej rejestry wydatków ponoszonych na kontakty z państwami tatarskimi z lat 1502-1509. Jako namiestnik bielicki występował 15 marca 1502 r. Był Teodor też dzierżawcą brzeskim i ostryńskim (1506 r.). W 1508 r. Zygmunt I kwitował Chreptowicza z danych rachunków skarbowych.
Błyskotliwie rozwijająca się kariera Teodora Chreptowicza uległa załamaniu wskutek wydarzeń związanych z rozgrywką między Mikołajem II Radziwiłłem a Olbrachtem Gasztołdem. Zwolennicy Gasztołda zostali oskarżeni o zdradę stanu i sprzyjanie buntowi Michała Glińskiego. Teodor Chreptowicz i jego brat Marcin zostali aresztowani w 1509 i pozbawieni wszystkich urzędów. Teodor przebywał w więzieniu od lutego 1509 do 18 maja 1511, w którym dniu Zygmunt I w Brześciu za udaniem się do niego oto wielu panów darował im i wszyscy z więzień uwolnieni zostali. Po wyjściu na wolność Chreptowicz nie odzyskał utraconych urzędów i tym samym przestał należeć do elity rządzącej. W dokumentach z 1518 i 1519 r. występował tylko jako Teodor Chreptowicz. Natomiast w źródle z 1521 r. mówi się o nim jako o byłym podskarbim.

## Dobra
Jakie dobra, poza Szczorsami, odziedziczył Teodor po ojcu Bohdanie, nie wiadomo. Tak jak w przypadku brata Jana majątek jego pochodził z wysługi hospodarowi. Przywilejem 1494 r. Aleksander Jagiellończyk darował Teodorowi Chreptowiczowi dwór Sienno w powiecie nowogródzkim. O granice tych dóbr sądził się Teodor z Janem Mikołajewiczem Radziwiłłem, starostą słonimskim, marszałkiem ziemskim, kasztelanem trockim, a po jego śmierci w 1522 r. z wdową po Janie Mikołajewiczu – Hanną z Kiszków. Materią sporu były krzywdy, jakich doznawał od Radziwiłłów, które czynili oni i ich poddani w dobrach Teodora – Siennie. Chodziło o zabójstwa ludzi, jaz na Niemnie, gony bobrowe, chmielniszcza itp. Król Zygmunt I Stary listem wydanym 1 grudnia 1522 r. uznał wszystkie pretensje Chreptowicza i w kwestiach spornych opowiedział się po stronie Teodora. W 1499 r. tenże król oddał mu Lubcz, który w 1528 r. nabył od Chreptowiczów wojewoda wileński Olbracht Gasztołd.
W 1506 Chreptowicz otrzymał wiecznością imienie Lipsk i Puszczę Krasnobor albo Przekop nazwaną w powiecie grodzieńskim. 29 grudnia 1507 Zygmunt I nadał Teodorowi 6 służb chłopów Żabiczów i staw z młynem dla zasług publicznie ojcu jego Kazimierzowi i bratu Aleksandrowi królom czynione. 29 grudnia 1518 potwierdził on Teodorowi nadanie dworu Lipsk i Puszczy Krasnybór oraz opisał granice nadania. Potwierdził również swój przywilej na 6 służb Żabiczów, na staw z młynem pod dworem, na młynarza, który zamieszkiwał w granicach nadania, a także zatwierdził kupno domu w Grodnie. Król jednocześnie stwierdzał, że konfirmował te przywileje w nagrodę za wierną służbę monarsze. Dokumentem z 1522, wystawionym w Kamiennej, Zygmunt I nadał Chreptowiczowi obydwa brzegi rzek Biebrzy i Lebiedzianki, odgraniczające Krasnybór od puszczy królewskiej.
O innych posiadłościach Teodora są wzmianki w przywilejach królewskich potwierdzających różnorodne transakcje. I tak posiadał Chreptowicz ziemie pustowskie o nazwie Bieriezynskij Robuskij ostrow, którą nadał na służbę Iwanowi Sopatow, co król potwierdził w 1523 r. Z listu wydanego 6 lutego 1525 r. Jerzemu Iliniczowi wynika, że Chreptowicz sprzedał mu ziemie i dwór Prydybałowski w powiecie lidzkim. Posiadał też dwór w Wilnie, który w 1521 sprzedał księciu Konstantemu Ostrogskiemu.
W 1519 Teodor wystawił klasztorowi ławryszewskiemu fundusz na pole nowego rozrobu z ograniczeniem. 12 grudnia 1522 otrzymał przywilej na opeku i w obronu, i w podanie Monastyr Preczystoie Bohomatery Ławreszewski. Dowiadujemy się również, że w 1526 dostał Teodor przywilej na podawanie klasztoru w Peresopnicy w ziemi łuckiej.
Teodor Chreptowicz umarł przed lub w 1528 r., ponieważ jego żona w tym roku wystawiła na wyprawę wojenną 5 koni, z czego wynika, że Teodor Chreptowicz już nie żył. Syn - Jerzy Chreptowicz wystawił ze swoich dóbr 8 koni krom dóbr matki. Tak więc majątek Teodora można oszacować na 104 służby ziemskie (konia wystawiano z 8 służb).

## Koligacje
Nie sposób ustalić z jakiego rodu pochodziła wdowa po Teodorze Chreptowiczu – Maria. Miał z nią syna Jerzego ożenionego z Ludmiłą Juriewną księżniczką Tołoczyńską oraz córkę Olenę. Olena wyszła za Teodora księcia Czetwertyńskiego. Mąż zabezpieczył jej 1000 kop gr posagu na wsiach: Ujmy i Cewelicze, które otrzymał w 1514 r. od króla Zygmunta po Wasilu Glińskim oraz na Łokaczu. W 1528 r. Teodor Czetwertyński był zobowiązany do wystawienia 6 koni. Wynika z tego, że zarówno syn jak i córka weszli w koligacje z książęcymi dynastiami